# Universal Publishing Production Music
Universal Production Music ist ein Musikverlag mit Sitz in Berlin und gehört der Universal Music Publishing Group (UMPG) an. Die UMPG ist ein weltweit führender Musikverlag mit Niederlassungen in 40 Ländern und Hauptsitz in Los Angeles. Der Fokus von UPM richtet sich auf das Verlegen von Produktionsmusik.

## Informationen

### Geschäftsgebiet
Universal Production Music betreibt Produktionsmusik-Aktivitäten in den USA, Großbritannien, Deutschland, den Benelux-Staaten, Polen, Ungarn, Italien, Skandinavien, Südafrika, Australien, Mexiko, Spanien, Griechenland, der Türkei und in Asien. Weiterhin gehören UPM in den USA (Firstcom und Killer Tracks) 50 % von APM (Associated Production Music).

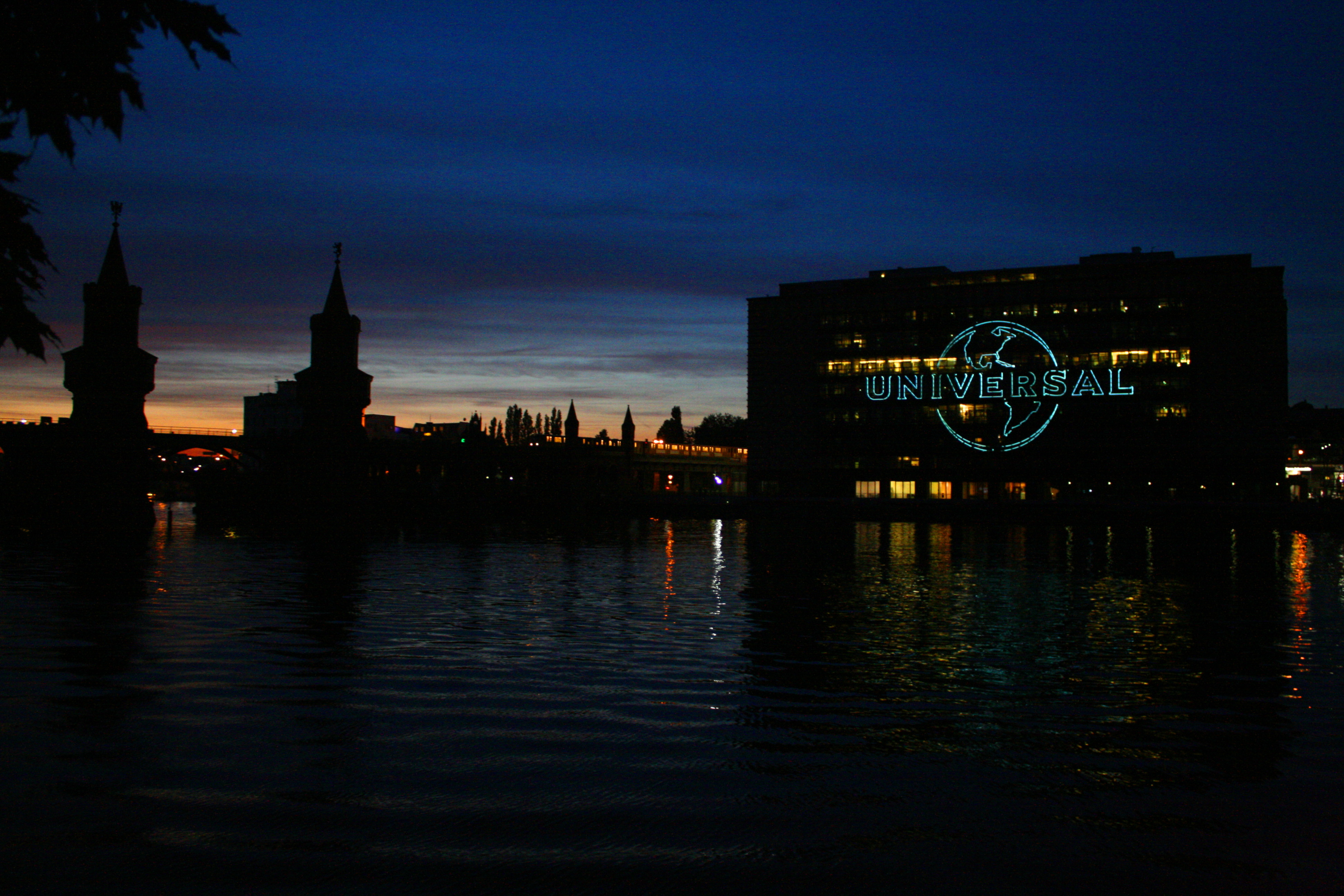
Firmensitz in Berlin an der Spree (Oberbaumbrücke)

### Portfolio
Mit 100 Labels mit über 800.000 Titel und Versionen aus Rock, Pop, Blues, Lounge, Klassik und anderen Stilrichtungen ist Universal Production Music der Weltmarktführer im Bereich der klassischen und modernen Produktionsmusik. Der Katalog beinhaltet die Labels Atmosphere, Bruton, BBC Production Music, Chappell, und Universal Trailer Series aus Großbritannien, Berlin Production Music, Nebraska und BECO aus Deutschland, Chronic Trax, EVO, FirstCom, Killer Tracks, Network Music, OneMusic, RADAR, ReverbNation Music und Universal Music Production Library aus den USA, Galerie und Koka aus Frankreich, RCAL aus Italien und Vitamin A aus Australien.
Zu den Komponisten gehören Ennio Morricone, Terry Oldfield, Chuck D, Anthony Phillips, James Taylor, Ulrike Haage, Boris Nonte, Jool, Florian Moser, Christian Steinhäuser, Mario Lauer, Dirk Erchinger.
Zusätzlich zu besagten Musiktiteln umfasst das Repertoire von UPM auch den Bereich der Soundeffekte. Neben Sammlungen von SFX online und Blastwave FX wird auch der Katalog von Sound Ideas angeboten.

## Geschichte
1941 war die Gründung der Chappell Recorded Music Library durch Chales Williams, welcher die Musik des Queens Hall Light Orchestra für den exklusiven und professionellen Gebrauch in Filmen, Radio und Wochenschauen aufnahm.
1977 erfolgte die Gründung von Bruton Music als Tochtergesellschaft von ATV Music, 1980 von FirstCom und 1981 von Atmosphere Music. Michael Jackson erwarb 1982 ATV Music und verkaufte 1985 Bruton Music an Zomba Music Publishing, die 10 Jahre vorher in Südafrika gegründet wurde und einen stetigen Zuwachs verzeichnete. Zomba Music Publishing erwarb 1998 Chappell von der Warner Chappell Music Group, welche in das Bruton Music Office integriert wird. Zomba Music Publishing erwarb 1990 FirstCom. 1991 war die Markteinführung von Bertelsmann Music Group Music Publishing; BMG erwarb Killer Tracks.
BMG erwarb 1995 Atmosphere Music and Match. 1996 war die Markteinführung Zomba Production Music und der Zusammenschluss von Bruton, Chappell & FirstCom. 2001 war die Markteinführung von Galerie; Zomba Production Music erwarb Connect 2. Music
Bertelsmann Music Group (BMG) erwarb 2002 die Zomba Group. 2003 war die Weltweite Markteinführung BMG ZOMBA Production Music, Interworld Musikverlag GmbH. BMG Music Publishing ist 2007 von Universal Music Publishing erworben worden; aus BMG ZOMBA Production Music wurde damit Universal Publishing Production Music GmbH (UPPM).
Bertelsmann ist, unabhängig von der UPPM, seit 2016 wieder in diesem Geschäftsfeld tätig, mit der in Los Angeles ansässigen BMG Production Music Inc.